# Plumularia nodosa
Plumularia nodosa är en nässeldjursart som beskrevs av Eberhard Stechow 1924    . Plumularia nodosa ingår i släktet Plumularia och familjen Plumulariidae. Inga underarter finns listade i Catalogue of Life.